# Оре (район)
Оре (нем. Ohre) — район в Германии. Центр района — город Хальденслебен. Район входит в землю Саксония-Анхальт. Занимает площадь 1493,61 км². Население — 114 667 человек. Плотность населения — 77 человек/км².
Официальный код района — 15 3 62.
Район получил своё название в честь реки Оре, которая течёт параллельно Среднегерманскому каналу с запада на восток по территории района в Эльбу. На западе района протекает и река Аллер.
Район подразделяется на 81 общину.

## Города и общины
1. Хальденслебен (20 021)
2. Барлебен (9 169)
3. Нидере-Бёрде (7 783)

Объединения общин
Управление Эльбе-Хайде
1. Ангерн (1 353)
2. Бертинген (204)
3. Борн (245)
4. Бургсталль (675)
5. Кольбиц (3 434)
6. Крёхерн (286)
7. Долле (577)
8. Глинденберг (1 348)
9. Хайнриксберг (398)
10. Хиллерслебен (837)
11. Лойче (672)
12. Мальвинкель (640)
13. Нойенхофе (788)
14. Рогец (2 260)
15. Зандбайендорф (284)
16. Вендорф (111)
17. Цилиц (2 164)

Управление Хоэ-Бёрде
1. Аккендорф (430)
2. Беберталь (1 672)
3. Борнштедт (454)
4. Айхенбарлебен (1 206)
5. Грос-Зантерслебен (1 046)
6. Хермсдорф (1 617)
7. Хоэнварслебен (1 580)
8. Иркслебен (2 424)
9. Нидерндоделебен (4 231)
10. Нордгермерслебен (940)
11. Охтмерслебен (591)
12. Ротмерслебен (755)
13. Шаккенслебен (730)
14. Веллен (1 319)

Управление Флехтинген
1. Аллерингерслебен (472)
2. Альтенхаузен (385)
3. Бартенслебен (337)
4. Бендорф (973)
5. Бенсдорф (685)
6. Бельсдорф (208)
7. Бёддензелль (248)
8. Брегенштедт (569)
9. Бюльстринген (794)
10. Дёрен (219)
11. Аймерслебен (474)
12. Эмден (309)
13. Эркслебен (1 305)
14. Эшенроде (171)
15. Эферинген (186)
16. Флехтинген (1 826)
17. Хакенштедт (582)
18. Хёдинген (287)
19. Хёрзинген (638)
20. Ифенроде (525)
21. Морслебен (353)
22. Остингерслебен (281)
23. Шванефельд (289)
24. Зеггерде (101)
25. Зиштедт (591)
26. Зюплинген (1 059)
27. Урслебен (486)
28. Вальбек (775)
29. Веферлинген (2 383)

Управление Эбисфельде-Кальфёрде
1. Беренброк (284)
2. Бёсдорф (456)
3. Кальфёрде (1 758)
4. Дорст (187)
5. Айккендорф (172)
6. Этинген (533)
7. Грауйнген (153)
8. Катендорф (268)
9. Клюден (308)
10. Манхаузен (306)
11. Эбисфельде (7 437)
12. Рецлинген (827)
13. Фельсдорф (208)
14. Вегенштедт (392)
15. Виглиц (198)
16. Цоббениц (346)

Объединения общин
Управление Вольмирштедт
1. Фарслебен (971)
2. Вольмирштедт (10 716)